# Laura Lopes
Cet article possède un paronyme, voir Laura López.
Pour les articles homonymes, voir Parker, Bowles et Lopes.
Laura Lopes, née Laura Parker Bowles le 1er janvier 1978 à Swindon (Wiltshire), est une conservatrice d'art anglaise. Elle est la fille d'Andrew Parker Bowles et de Camilla Shand, reine consort du Royaume-Uni depuis 2022 en tant qu'épouse de roi Charles III dont elle est la belle-fille.

## Biographie

### Enfance et études
Laura Parker Bowles grandit au Bolehyde Manor à Allington, puis à Middlewick House à Corsham, tous deux dans le Wiltshire. Elle et son frère Tom sont élevés comme catholiques romains. Leur père est catholique, tout comme leur grand-mère paternelle, Ann.
Elle fait ses études à St Mary's Shaftesbury, un pensionnat catholique pour filles du Dorset. Dans les années 1980, elle et son frère fréquentent l'école préparatoire Heywood à Corsham. Elle intègre ensuite l'Université d'Oxford Brookes, où elle étudie l'histoire de l'art et le marketing.

### Carrière
En 2001, elle passe trois mois en tant que stagiaire à la Collection Peggy Guggenheim à Venise, dont elle dit des années plus tard qu'elle la visite toujours quand elle va à Venise. Elle est la correspondante automobile de Tatler en 2001, tandis que son frère Tom est chroniqueur gastronomique dans le même magazine. Elle dirige The Space Gallery dans le quartier de Belgravia à Londres au milieu des années 2000,,, et en octobre 2005, elle devient une partenaire cofondatrice et directrice de la galerie Eleven de Londres,,.

### Mariage et enfants
Le 6 mai 2006, elle épouse le comptable agréé Harry Marcus George Lopes, petit-fils de Massey Lopes, 2e baron Roborough, et de Helen Dawson, ainsi que de Gavin Astor et Irene Haig de la famille Astor. Le mariage a lieu à l'église St Cyriac, une église anglicane du XIe siècle à Lacock, dans le Wiltshire. Laura Lopes porte une robe de mariée d'Anna Valentine, la créatrice connue pour avoir conçu la robe de sa mère pour son mariage avec le prince de Galles en 2005,,. Entre 400 et 500 invités assistent au mariage et plus de 2000 sympathisants[Quoi ?] bordent les rues après la cérémonie. La réception a lieu à Ray Mill, le domaine voisin de la mère de la mariée.
Le 16 janvier 2008, Laura Lopes donne naissance à une fille, Eliza puis, le 30 décembre 2009, à des jumeaux, Gus et Louis. Eliza est une demoiselle d'honneur lors du mariage du prince William et de Catherine Middleton le 29 avril 2011.